# زمین‌شناسی مریخ

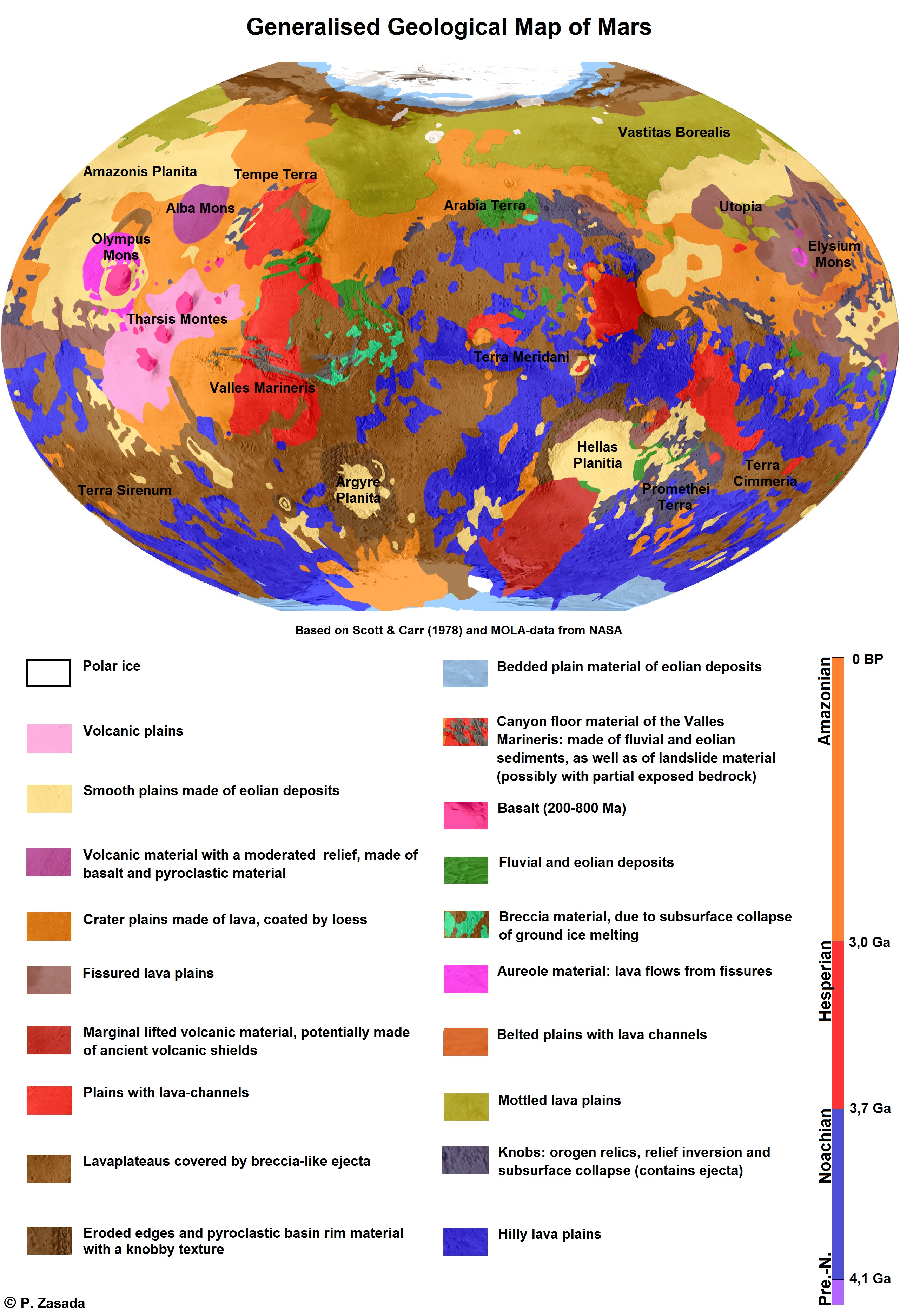
نقشهٔ زمین‌شناختی مریخ

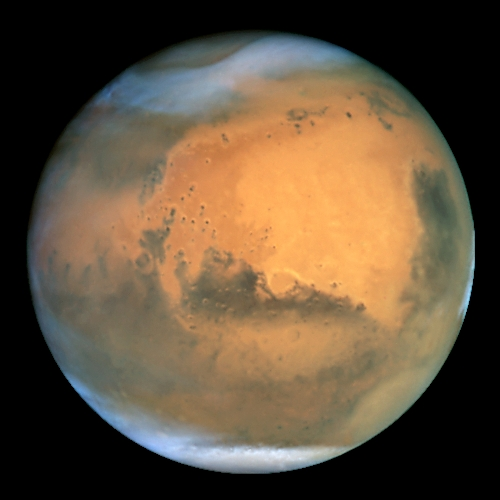
بهرام آن‌گونه که توسط تلسکوپ فضایی هابل دیده می‌شود

زمین‌شناسی مریخ یا بهرام‌شناسی (به انگلیسی: Areology) مطالعه علمی سطح، پوسته و درون سیارهٔ مریخ است. این علم بر ترکیب، ساختار، تاریخچه و فرایندهای فیزیکی که شکل‌دهنده سیاره هستند، تأکید می‌کند. این علم مشابهت زیادی با زمین‌شناسی کره زمین دارد.
در علوم سیاره‌ای، از اصطلاح «زمین‌شناسی» به معنای وسیع آن برای مطالعهٔ بخش‌های جامد سیارات و قمرها استفاده می‌شود. این اصطلاح شامل جنبه‌هایی از ژئوفیزیک، زمین‌شیمی، کانی‌شناسی، زمین‌سنجی و نقشه‌نگاری می‌شود.
در رسانه‌های عمومی و آثار علمی-تخیلی (برای مثال سه‌گانه مریخ اثر کیم استانلی رابینسون) گاهی از یک اصطلاح ساخته‌شده جدید، «آرئولوژی» (برگرفته از واژه یونانی «آرس» به معنی مریخ)، به عنوان مترادف با زمین‌شناسی مریخ استفاده می‌شود. همچنین انجمن آرئولوژی از این اصطلاح استفاده می‌کند.
دانشمندان با مطالعه ویژگی‌ها و ترکیب‌های زمین‌شناسی می‌توانند تاریخ مریخ را بازسازی کنند. این سیاره احتمالاً در گذشته آب و هوایی گرم‌تر و مرطوب‌تر با جو ضخیم‌تر داشته که امکان وجود آب مایع را در سطح آن فراهم می‌کرده است.

## ویژگی‌های زمین‌شناختی
- آتشفشان‌ها و برجستگی تارسیس: مریخ میزبان بزرگ‌ترین آتشفشان‌های منظومه شمسی است که بر روی یک برجستگی آتشفشانی عظیم به نام تارسیس قرار گرفته‌اند. این برجستگی تقریباً یک چهارم سطح سیاره را پوشانده و چندین کیلومتر ارتفاع دارد.
- دره‌های مارینر: یکی دیگر از ویژگی‌های زمین‌شناسی برجسته مریخ، دره‌های مارینر است. این دره‌ها در واقع یک شبکه عظیم از دره‌ها هستند که حتی از گرند کنیون زمین هم بزرگتر هستند. احتمالاً این دره‌ها در اثر فعالیت‌های تکتونیکی ناشی از تشکیل برجستگی تارسیس به وجود آمده‌اند.
- رودخانه‌ها و دریاچه‌های باستانی: شواهد نشان می‌دهد که میلیاردها سال پیش آب به صورت مایع در سطح مریخ جاری بوده است. این موضوع با وجود ویژگی‌هایی مانند بستر رودخانه‌های خشک‌شده، دلتاها (رسوبات بادبزنی‌شکل در محل برخورد رودخانه‌ها به آب‌های بزرگ‌تر) و رسوبات معدنی تشکیل شده در آب تأیید می‌شود.
- کلاهک‌های یخی قطبی: هر دو قطب مریخ با کلاهک‌های یخی پوشیده شده‌اند که عمدتاً از یخ آب با لایه‌ای از یخ دی‌اکسید کربن در بالا تشکیل شده‌اند. این کلاهک‌های یخی در طول فصل‌های مریخ تغییر اندازه می‌دهند.
- هماتیت: هماتیت، کانی‌ای که در حضور آب تشکیل می‌شود، در مریخ بسیار فراوان است. این موضوع نشان می‌دهد که آب در گذشته نقش مهمی در شکل‌دهی به سطح مریخ داشته است.
- دهانه‌های برخوردی: سطح مریخ به شدت دندانه‌دار است که نشان‌دهنده بمباران آن توسط سیارک‌ها و دنباله‌دارها در طول تاریخ است. مطالعه این دهانه‌ها به دانشمندان در تخمین سن مناطق مختلف مریخ کمک می‌کند.
- مأموریت این‌سایت: مأموریت این‌سایت ناسا در حال حاضر با اندازه‌گیری فعالیت لرزه‌ای (مریخ‌لرزه) و جریان گرما، به مطالعه ااعماق مریخ می‌پردازد.

در کل، مطالعه زمین‌شناسی مریخ اطلاعاتی را در مورد تکامل سیاره، اقلیم گذشته و پتانسیل آن برای وجود آب ارائه می‌دهد. این مطالعه گذشته‌ای پویا با فعالیت‌های آتشفشانی، آب جاری و جو متغیر را نشان می‌دهد. ماموریت‌های در حال انجام مانند این‌سایت به شناسایی مریخ کمک خواهند کرد.